# Erdődy Sándor Lajos
Monyorókeréki és monoszlói gróf Erdődy Sándor Lajos (Sándor János Lajos Zsigmond) (Lábod, 1802. augusztus 10. – Vép, 1881. január 22.) főispán, miniszter, lovászmester, politikus, természettudós, az MTA tagja (igazgató: 1877. május 26.).

## Életpályája
Magyar királyi főlovászmester, valóságos belső titkos tanácsos volt. Az 1840. évi országgyűlésen, mint kiváló szónok tűnt fel. Batthyány Lajos, az uralkodóhoz kinevezésre felterjesztett külügyminiszteri tisztséget kapott volna (1848. szeptember 17.). 1848 után visszavonultan élt. Híres mecénás: a tudományok és a művészetek pártfogója volt. 1860-ban 2500 koronát adott a Magyar Tudós Társaságnak.

## Családja
Szülei gróf Erdődy Zsigmond (1775–1813) és Festetich Mária (1774–1837) grófnő voltak. Bécsben, 1843. augusztus 7-én házasságot kötött Batthyány-Strattmann Leopoldina (1824–1866) németújvári grófnővel. Gyermekük nem született.